# John Newton Mitchell
John Newton Mitchell (Detroit, 15 settembre 1913 – Washington, 9 novembre 1988) è stato un politico statunitense.
Strettamente legato politicamente a Richard Nixon, fece parte della sua amministrazione presidenziale con ampi poteri come Ministro della Giustizia. Nel febbraio 1972 si dimise dalla carica di Ministro della Giustizia per assumere la direzione del cosiddetto "Comitato per la rielezione del Presidente", costituito per le elezioni del novembre 1972, alle quali il presidente Nixon intendeva ricandidarsi. Egli tuttavia a giugno 1972 venne coinvolto nello Scandalo Watergate e il 1º luglio fu costretto a dimettersi. Ritenuto tra i principali responsabili dei piani di sabotaggio attivati dell'amministrazione Nixon contro i presunti avversari politici del Presidente, fu processato e condannato a 19 mesi di prigione.

## Biografia
Nato nello stato di Michigan, si trasferì a Long Island a New York. Frequentò la Fordham University School of Law, divenne sottotenente di vascello quando prestò servizio per la marina. Per i suoi meriti durante le battaglie a cui partecipò gli venne conferito due Purple Heart e una Silver Star. Amico personale di Richard Nixon, diresse la campagna elettorale del 1968 al termine della quale Nixon venne eletto con stretto margine Presidente degli Stati Uniti. All'interno della nuova amministrazione, Mitchell assunse un ruolo centrale grazie anche ai suoi legami diretti con il presidente; come Ministro della Giustizia promosse il rigido programma di Law and Order, attivato per contrastare i movimenti popolari di contestazione diffusi negli Stati Uniti a seguito della Guerra del Vietnam.
Nel febbraio 1972 Mitchell lasciò l'incarico di Ministro della Giustizia per assumere la direzione del "Comitato per la rielezioni del Presidente" (CRP o CREEP), costituito per favorire una nuova vittoria elettorale e la riconferma di Nixon. Egli quindi venne coinvolto fin dall'inizio nello Scandalo Watergate. Dalle risultanze processuali, sembra che Mitchell fosse stato informato durante degli incontri a febbraio e marzo 1972 da Gordon Liddy, il capo del gruppo dei cosiddetti "idraulici", dei vasti progetti studiati per infiltrare e spiare i possibili avversari democratici del presidente. In questi vasti programmi, denominati in codice Operazione Gemstone, rientrava anche l'infiltrazione e lo spionaggio nel quartier generale nazionale del Partito Democratico al Watergate che sarebbe terminato il 17 giugno 1972 con un rovinoso fallimento.
Mitchell peraltro, pur confermando di essere stato a conoscenza dei piani generali "Gemstone" che lui aveva in pratica approvato, ha sempre negato di aver dato una chiara autorizzazione a Liddy all'effrazione del Watergate. Coinvolto nell'inchiesta, soprattutto per le indiscrezioni pubblicate dai due giornalisti Bob Woodward e Carl Bernstein, che individuarono un fondo segreto del CRP a disposizione di Mitchell per le attività illegali, egli, dopo aver inizialmente respinto aspramente tutte le accuse, dovette dimettersi il 1º luglio 1972 e venne sostituito alla direzione del CRP da Clark MacGregor. Mitchell in quel periodo peraltro era anche preoccupato per le condizioni di salute della eccentrica moglie Martha Mitchell, che era affetta da una grave forma depressiva.
Mitchell nei mesi seguenti venne sempre più coinvolto nell'inchiesta e nel marzo 1973 le confessioni di James McCord, uno degli autori materiali dell'effrazione, e di Jeb Stuart Magruder, il suo vice al CRP, svelarono il suo ruolo nei piani cospirativi della Casa Bianca ed anche nel tentativo di insabbiamento successivo ai fatti del Watergate; egli venne quindi incriminato. Mitchell in un secondo tempo avrebbe ammesso le sue responsabilità e di fronte alla Commissione senatoriale di indagine avrebbe descritto quelli che egli stesso definì gli "orrori della Casa Bianca". Ritenuto tra i principali responsabili dei piani di sabotaggio attivati dell'amministrazione Nixon contro i presunti avversari politici del Presidente, fu processato e condannato a 19 mesi di prigione. Alla sua morte il corpo venne seppellito, per il valoroso comportamento di Mitchell durante la seconda guerra mondiale, nel cimitero nazionale di Arlington.